# Aroa virus
Il virus Aroa (AROAV)  è un arbovirus della famiglia Flaviviridae, genere Flavivirus, appartenente al IV gruppo della classificazione di Baltimore (virus a RNA a singolo filamento positivo).
Aroa virus appartiene all'omonimo gruppo di virus all'interno del genere Flavivirus.
Il virus è classificato nella categoria BSL 1 (Biohazard Safety Level).